# 三輪崎町

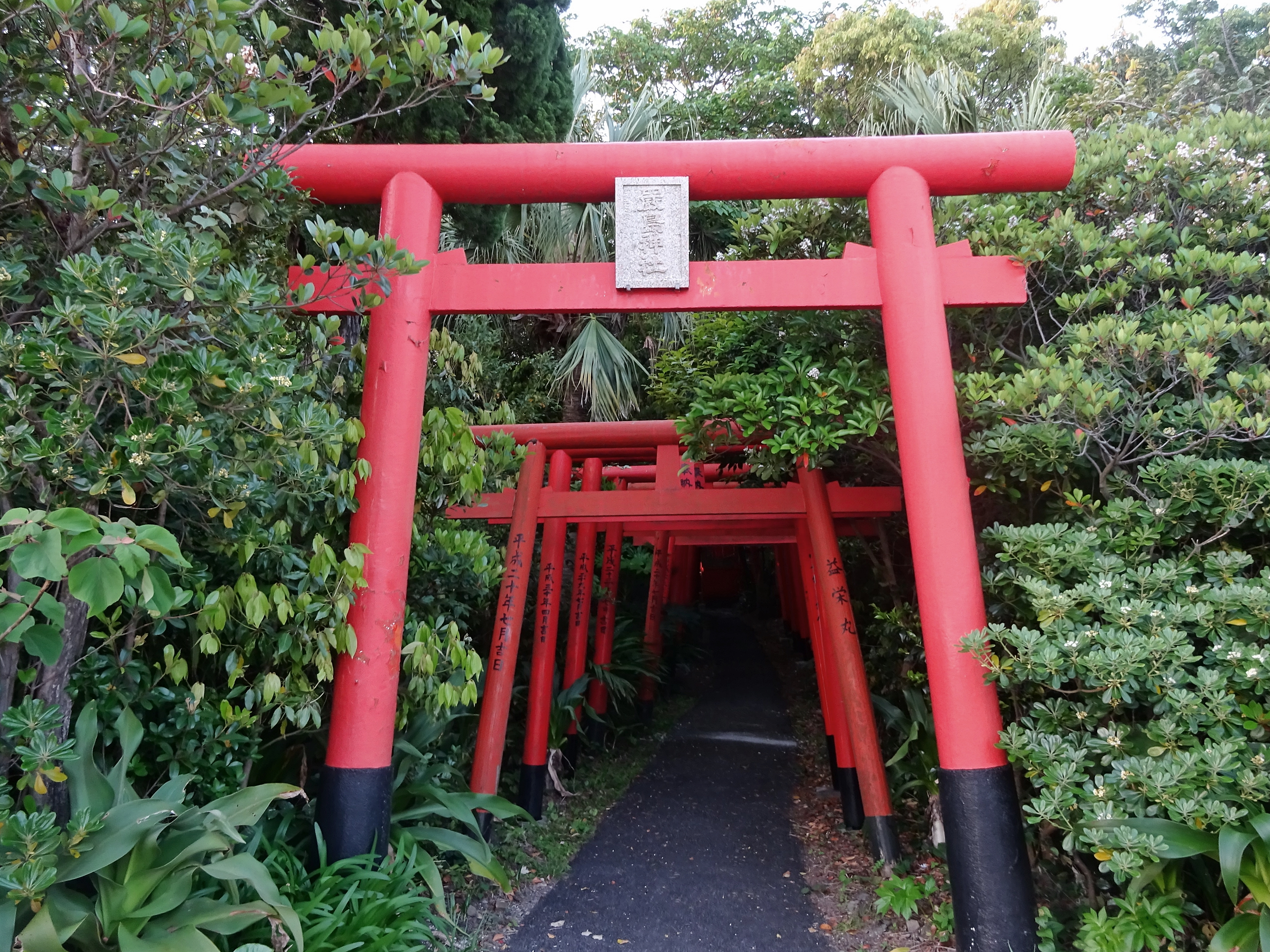
新宮市三輪崎町の孔島厳島神社の鳥居

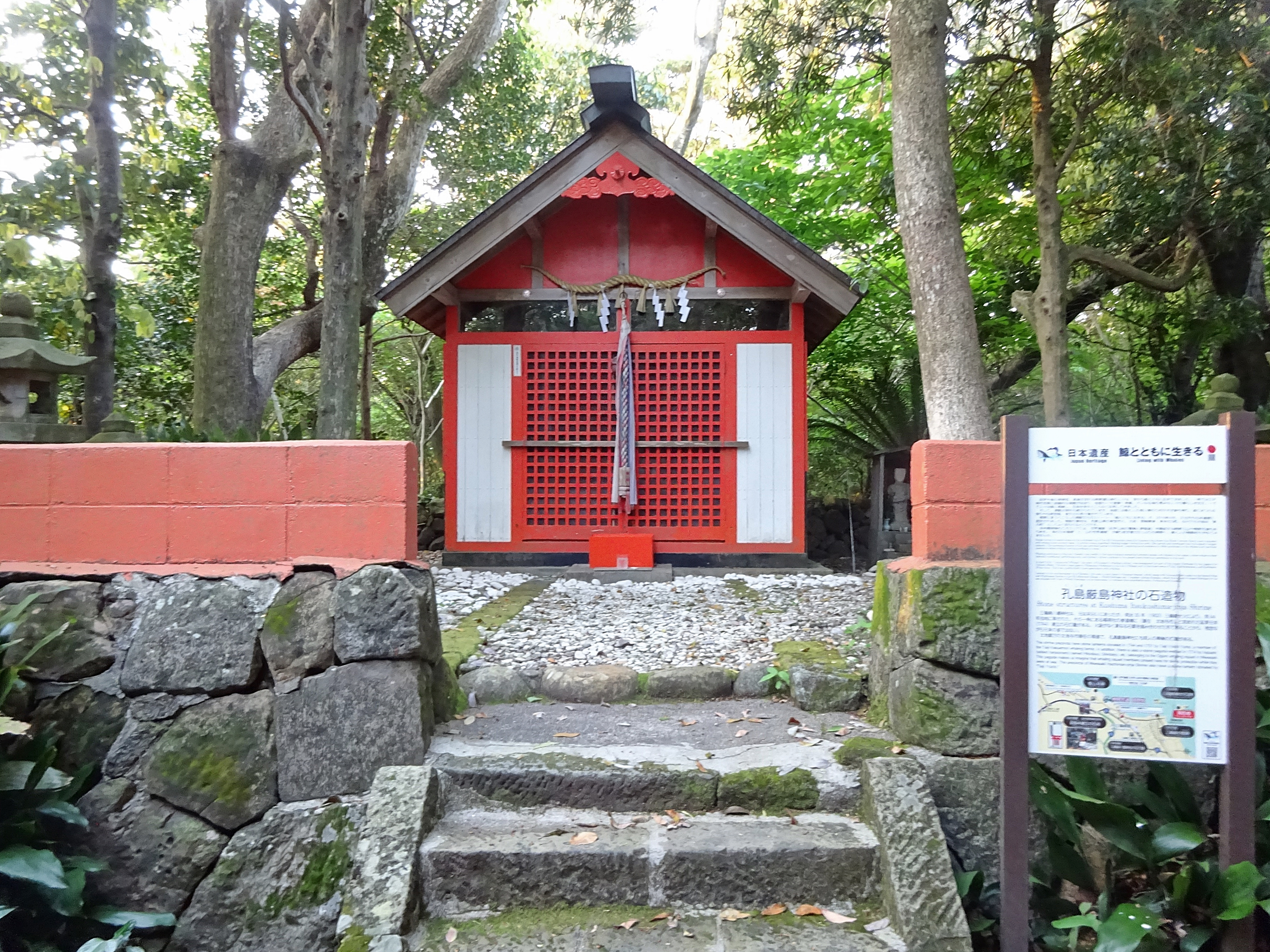
孔島に鎮座する孔島厳島神社

三輪崎町（みわさきちょう）は、和歌山県東牟婁郡にあった町。現在の新宮市の南東端、紀勢本線・三輪崎駅および紀伊佐野駅の周辺にあたる。

## 地理
紀伊半島の南部に位置し、熊野灘に面する。町内には佐野川をはじめとしていくつかの川が流れているため、海岸沿いに比較的広い平地が広がっている。町内には新宮港の代港として発展した三輪崎港があり、かつては大阪とここをむすぶ航路も運航されたが、新宮鉄道（現在の紀勢本線）の三輪崎駅から勝浦駅（現在の紀伊勝浦駅）までが開通すると大阪からの航路は勝浦までとなって衰退を見た。
町内には新宮鉄道の三輪崎駅および佐野村駅（現在の紀伊佐野駅）があった。海岸には美しい砂浜が続きハマユウの群落も見られた。三輪崎駅の近くの国道42号沿いには、古来より漁民の信仰を集めてきた三輪崎八幡神社があった。

## 歴史
- 1889年（明治22年）4月1日 - 町村制の施行により、三輪崎村・佐野村・木ノ川村の区域をもって三輪崎村が発足。
- 1907年（明治40年）6月15日 - 三輪崎村が町制施行して三輪崎町となる。
- 1933年（昭和8年）10月1日 - 新宮町と合併して新宮市が発足。同日三輪崎町廃止。

## 産業
この地は昔から漁業で栄えており、特に三輪崎のブリは名前が知られており、また捕鯨も盛んであった。明治初期にはオーストラリア附近へのシロチョウガイの採集のための基地としての繁栄も見たが、のちに衰退した。
三輪崎町内の佐野には巴川製紙の工場があり、これは三重県鵜殿村（現在の紀宝町）の紀州製紙工場、新宮市内の本州製紙熊野工場とあわせて新宮の三大製紙工場と呼ばれるほどであった。

## 交通

### 鉄道路線
町内にある駅は、1912年（大正元年）に新宮鉄道の三輪崎駅から勝浦駅（現在の紀伊勝浦駅）までの開通に伴い開業した。その後、1934年（昭和9年）に新宮鉄道の国有化により紀勢中線の駅となり、1940年（昭和15年）には路線改称により紀勢西線の駅となった。合併後の1959年（昭和34年）に現在通っている紀勢本線の駅となった。
- 日本国有鉄道
  - 紀勢西線（現・紀勢本線）
    - 三輪崎駅 - 紀伊佐野駅

### 道路
- 二級国道170号和歌山松阪線（現在の国道42号）